# 다케노군 (교토부)

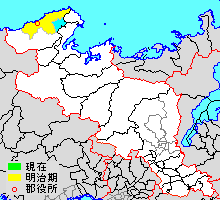
교토부 다케노군의 위치 (하늘색: 후에 다른 군에서 편입된 지역)

다케노군(竹野郡)은 일본 교토부(단고국)에 있던 군이다.

## 군역
1879년 행정 구역으로 발족 당시의 군역은 교탄고시 중 아래 구역에 해당한다.
- 아미노정
- 단고정(일부 제외)
- 야사카정(일부 제외)

## 역사
- 1879년 4월 10일 - 군구정촌 편제법이 교토부에서 시행됨에 따라, 행정 구역으로서의 다케노군(竹野郡)이 발족.

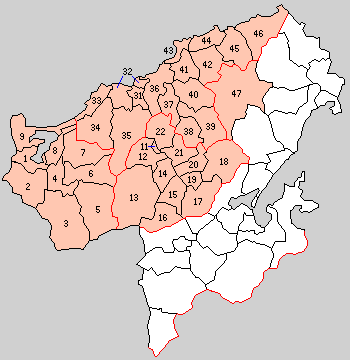
31.아미노촌 32.아사모가와촌 33.하마즈메촌 34.기쓰촌 35.고촌 36.시마즈촌 37.돗토리촌 38.요시노촌 39.미조타니촌 40.후카다촌 41.도쿠미쓰촌 42.야기촌 43.다이자촌 44.다카노촌 45.가미우카와촌 46.시모우카와촌 47.노마촌 (주황: 교탄고시 1~9는 구마노군 11~22는 나카군)

- 1889년 4월 1일 - 정촌제 시행으로, 아래의 정촌이 발족. 전역이 현 교탄고시.(16촌)
  - 아미노촌(網野村)
  - 아사모가와촌(浅茂川村)
  - 하마즈메촌(浜詰村)
  - 기쓰촌(木津村)
  - 고촌(郷村)
  - 시마즈촌(島津村)
  - 돗토리촌(鳥取村)
  - 요시노촌(吉野村)
  - 미조타니촌(溝谷村)
  - 후카다촌(深田村)
  - 도쿠미쓰촌(徳光村)
  - 야기촌(八木村)
  - 다이자촌(間人村)
  - 다카노촌(竹野村)
  - 가미우카와촌(上宇川村)
  - 시모우카와촌(下宇川村)
- 1899년
  - 7월 1일 - 군제 시행.
  - 7월 28일 - 야기촌이 요사군 노마촌의 일부를 편입.
- 1900년 5월 1일 - 아미노촌이 정제 시행으로 아미노정(網野町)이 됨.(1정 15촌)
- 1904년 1월 1일 - 아미노정·아사모가와촌이 합병하여, 새로이 아미노정이 발족.(1정 14촌)
- 1921년 1월 1일 - 다이자촌이 정제 시행으로 다이자정(間人町)이 됨.(2정 13촌)
- 1925년 12월 1일 - 도쿠미쓰촌·야기촌이 합병하여, 도요사카촌(豊栄村)이 발족.(2정 12촌)
- 1933년 2월 1일 - 미조타니촌·요시노촌·돗토리촌·후카다촌이 합병하여, 야사카촌(弥栄村)이 발족.(2정 9촌)
- 1948년 4월 1일 - 요사군 노마촌(野間村)의 소속이 다케노군으로 변경.(2정 10촌)
- 1950년 4월 1일 - 아미노정·하마즈메촌·기쓰촌·고촌·시마즈촌이 합병하여, 새로이 아미노정이 발족.(2정 6촌)
- 1955년
  - 2월 1일 - 다이자정·도요사카촌·다카노촌·가미우카와촌·시모우카와촌이 합병하여, 단고정(丹後町)이 발족.(2정 2촌)
  - 3월 1일 - 야사카촌·노마촌이 합병하여, 야사카정(弥栄町)이 발족.(3정)
- 2004년 4월 1일 - 아미노정·단고정·야사카정이 나카군 미네야마정·오미야정·구마노군 구미하마정과 합병하여 교탄고시(京丹後市)가 발족. 당일 다케노군은 폐지됨.